# Refúgios Urbanos
Refúgios Urbanos é uma imobiliária atuante na cidade de São Paulo, especializada em imóveis icônicos e históricos, fundada em 2013 por Matteo Gavazzi. Atuam ativamente em redes sociais, apresentando imóveis e com iniciativas de valorização da arquitetura da cidade.

A empresa também é responsável pelos projetos de catalogação e estudo de arquitetura paulistana “Prédios de São Paulo” e “Casas de São Paulo”, com atuação nas redes sociais e em projetos editoriais, além de outras publicações para públicos diversos, incluindo mapas temáticos de bairros.